# Jupp Schlösser
Jupp Schlösser (* 26. Juli 1902 in Köln; † 23. Februar 1983 ebenda) war ein deutscher Sänger und Liedtexter, der sich auf kölsche Karnevalsschlager spezialisiert hatte. Einige seiner hochdeutschen Stimmungslieder erlangten auch überregionale Bedeutung.

## Leben

Jupp Schlösser – Denk’ wie Goldschmeedsjung (Oktober 1949)

Zunächst arbeitete Schlösser als Bäcker und Straßenbahnfahrer, bevor er als Possendichter tätig wurde. Er suchte nach einem Komponisten, der seine Textideen mit gängigen Melodien unterlegen konnte. Als er über Karl Berbuer dann im Jahre 1938 Gerhard Jussenhoven kennenlernte, machte er das Liedtexten zu seinem Hauptberuf. Nach dem Vorbild des solistischen Liedvortrages, für den Willi Ostermann die Schlüsselfigur darstellte, entstanden viele Klassiker des kölschen Karnevals, die teilweise auch überregional als Stimmungslieder erfolgreich wurden. Schlösser schrieb viele seiner Songs zusammen mit Jussenhoven oder Jupp Schmitz.

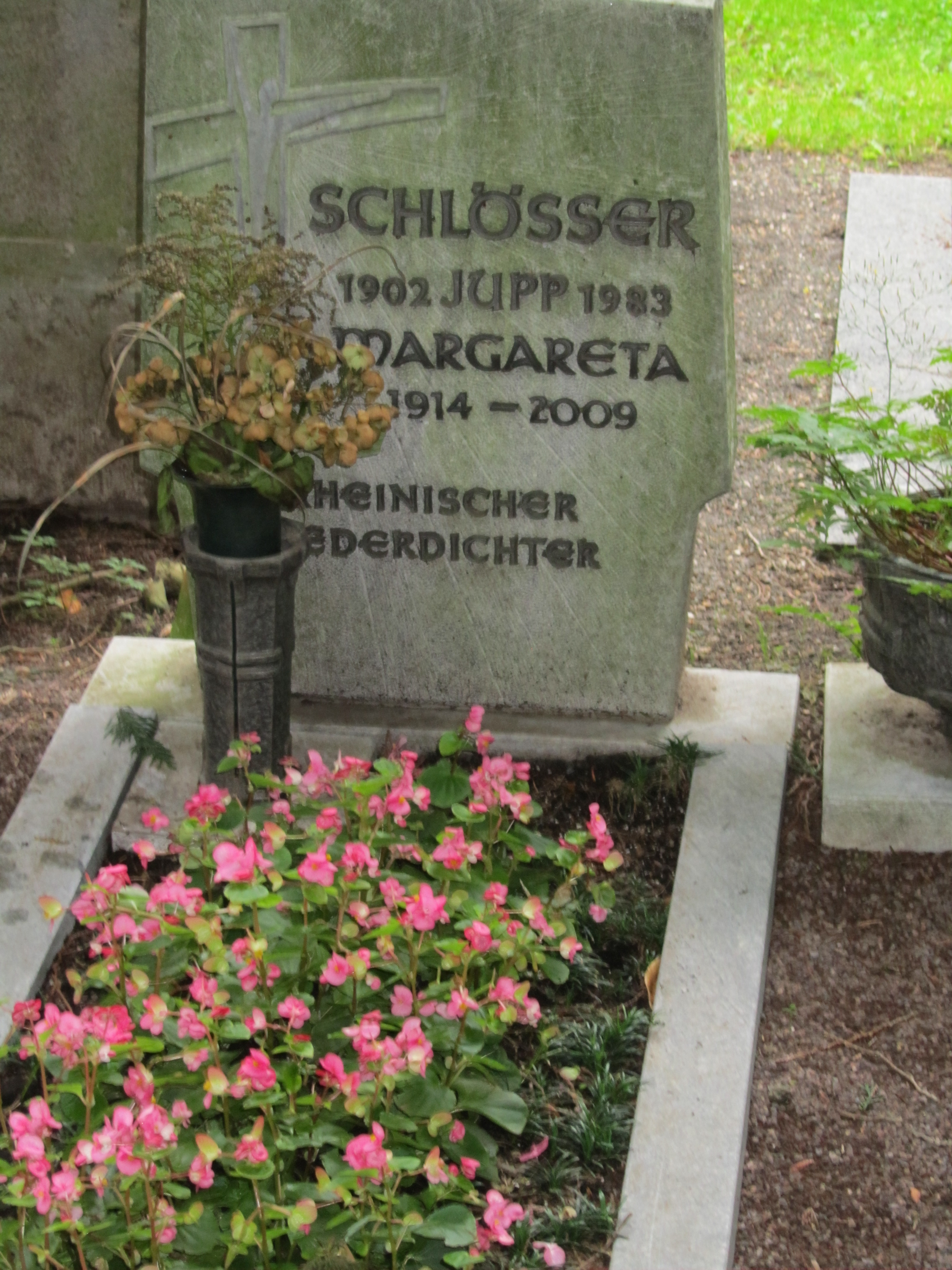
Grab von Jupp Schlösser auf dem Melaten-Friedhof

Mehr als 50 Lieder in kölscher Mundart schufen beide zusammen, darunter so bekannte wie Die Hüsjer bunt om Aldermaat (ihr erster großer Erfolg aus 1938, worin die Kulisse der Bürgerhäuser auf dem Alter Markt mit ihren mittelalterlichen Spitzgiebeln besungen wird), Die hinger de Jadinge ston un spinxe (1939; über Denunzianten während der Nazizeit; mit dem Orchester Will Glahé), Dat Glockespill vum Rothuusturm über das Glockenspiel am Rathaus, Sag’ ens Blotwoosch (als musikalischer Sprachtest für nichtkölsche „Imis“), D’r Molli (eine kritische Darstellung der Zeit zwischen den beiden Weltkriegen) und das vom Prinzenführer ungern gehörte Lied Schau nicht auf die Uhr (1952). Aber auch hochdeutsche Lieder wie Kornblumenblau (aufgenommen am 25. Oktober 1937) entstanden, das bis heute 12 Millionen Mal verkauft worden ist. Der im Original von Willy Schneider gesungene Schunkelwalzer wurde im gleichnamigen deutschen Film verwendet, der am 15. Dezember 1939 in die Kinos kam.

## Auszeichnungen
- Jupp Schlösser ist Träger der Willi-Ostermann-Medaille.
- Die Kölner Rote Funken zeichneten ihn nach Karl Berbuer 1967 als Krätzchensänger mit 20 Werken in ihrem Leederheff för de Fastelovenszick 1967 aus.

## Auswahl Werke
- Kornblumenblau / Das kannst Du nicht ahnen (25. Oktober 1937)
- Die Hüsjer bunt om Aldermaat, 1938
- Gib Acht auf den Jahrgang, 1938
- Es gibt kein Plätzchen auf Erden (Kornblumenblau), 1939
- Singendes Köln, Klavier, 12 Tanzschlager, 1939
- Die Hinger De Gadinge Stonn Und Spinxe, 1939
- Sag ens Blotwoosch / Immer wieder neue Lieder, 1948
- Der alte Dattelbaum, Dezember 1948
- Denk’ wie Goldschmeedsjung / Am Mississippi, 26. Oktober 1949
- D’r Molli, 1950
- (Das sind) Die Gefährlichen Jahre, 1950
- Raubritter / Schon uns Ahne, die Germane…, 1951
- Du bist die Frau, die mir der Arzt verschrieben / Raubritter raubten am Rheine, 1951
- Schau' nicht auf die Uhr / Met 2 Promill em Blot, 1952
- Dat Glockespill vum Rothuusturm, 1954
- Aber am Abend / Et Bügelleed, 1955
- Wo der Wildbach rauscht, 1956
- Keiner nimmt was mit (Willy Schneider), 1968
- Ich kann deine Liebe nicht missen / Dat ha’mer gän
- Hoppe, hoppe, Reiter